# Paolo Scaroni
Paolo Scaroni (Vicenza, 28 novembre 1946) è un manager, dirigente sportivo e banchiere italiano, attualmente presidente del Milan (dal 2018) e dell'Enel (dal 2023).

## Biografia
Dopo il diploma al liceo classico Antonio Pigafetta di Vicenza, consegue la laurea in economia e commercio all'Università Bocconi nel 1969. Scaroni consegue un Master in Business Administration (MBA) presso la Columbia University di New York nel 1973. È sposato con Francesca Zanconato e ha tre figli. Inizia la sua attività professionale nella società di consulenza aziendale McKinsey. Nel 1973 lavora per il gruppo Saint-Gobain, dove assume ruoli manageriali fino a diventare, nel 1983, presidente globale della divisione vetro piano a Parigi. Dal 1985 al 1996 è vicepresidente e amministratore delegato della Techint.
Nel 1996 Paolo Scaroni viene chiamato per ricoprire il ruolo di amministratore delegato di Pilkington, multinazionale del vetro britannica allora quotata al London Stock Exchange. Lascia la carica nel 2002 per andare a ricoprire il ruolo di amministratore delegato dell'Enel, dopo essere stato nominato dal secondo governo Berlusconi. Nei suoi anni all'Enel, Scaroni riposiziona la società sul core business energetico, cedendo asset non strategici come Wind (operatore telefonico). Sempre negli stessi anni, nel 2004, Enel viene inclusa per la prima volta nel Dow Jones Sustainability Index, indice borsistico che valuta le performance finanziarie delle compagnie mondiali in base a principi di eccellenza economico-finanziaria e di sostenibilità ambientale.
Dopo i risultati ottenuti in Enel, nel 2005 viene nominato amministratore delegato dell'Eni, dove rimane fino al 2014. Nei suoi nove anni all’Eni, Scaroni riduce il peso del petrolio a favore del gas naturale, considerato come un combustibile di transizione verso fonti ancora più sostenibili. Dal 2005 al 2014, Eni passa da un patrimonio netto di 39 miliardi di euro a 61 e distribuisce 36 miliardi di dividendi, di cui 12 miliardi al Ministero del Tesoro.

### Altri ruoli dirigenziali
Oltre a ruoli manageriali operativi, Scaroni ricopre, o ha ricoperto numerosi incarichi come consigliere di amministrazione e membro di consigli di amministrazione e board di aziende e organizzazioni italiane ed internazionali.

#### Ruoli dirigenziali attuali
- Presidente A.C. Milan[3]
- Deputy Chairman di Rothschild & Co.
- Presidente di Giuliani Group srl[7]
- Presidente di Sicura SpA
- Consigliere della Lega di Serie A[8]
- Consigliere di Amministrazione di Humanitas[7]
- Presidente del consiglio di amministrazione di Enel
- Senior Advisor di RedBird Capital Partners

#### Ruoli dirigenziali passati
- Vice Chairman del London Stock Exchange[9]
- Membro del Board of Overseers della Columbia Business School[10]
- Membro dell’International Advisory Council dell’Università Bocconi[11]
- Consigliere di Amministrazione di Assicurazioni Generali[12]
- Consigliere di Amministrazione di Veolia Environment[10]
- Consigliere di Amministrazione di Bae Systems[13]
- Consigliere di Amministrazione di ABN AMRO[14]
- Consigliere di Amministrazione di Alstom SA[14]
- Consigliere di Amministrazione de Il Sole 24 Ore[15]
- Consigliere di Amministrazione di Valentino Fashion Group[16]

### Nello sport
Dal 1997 al 1999 è stato presidente del Vicenza, di cui è socio dal 18 febbraio 2019.
Il 14 aprile 2017 entra a far parte del consiglio di amministrazione del Milan dopo la cessione del club da Fininvest all'imprenditore cinese Li Yonghong. Il 21 luglio 2018, a seguito del passaggio del Milan al fondo d'investimento americano Elliott Management Corporation, viene nominato presidente. È stato amministratore delegato ad interim della società rossonera fino al 5 dicembre 2018, quando è stato nominato nuovo amministratore delegato Ivan Gazidis. Nella stagione 2021-2022 il Milan torna a vincere il campionato, a undici anni di distanza dalla precedente affermazione: per Scaroni è il primo titolo da presidente. Il 14 settembre 2022, a seguito dell’acquisto del Milan da parte del fondo RedBird Capital Partners, Scaroni viene confermato nel suo ruolo di presidente.

## Posizioni politiche ed economiche
Scaroni è stato nominato amministratore delegato prima dell'Enel nel 2002 e successivamente dell'Eni nel 2005 dal governo Berlusconi. Ha sempre mantenuto stretti legami: è parente di Margherita Boniver, ex ministro socialista, ha avuto amicizie con Massimo Pini, consigliere economico di An, e Gianni De Michelis, ex leader del Psi, oltre a un lungo rapporto con Luigi Bisignani, figura chiave dell'andreottismo romano.
Spesso interpellato su questioni legate alla transizione energetica, ha sempre sottolineato che le fonti rinnovabili da sole non basteranno a centrare gli obiettivi di riduzione di CO2 che si è data l’Europa. Per raggiungere gli obiettivi di carbon neutrality, secondo Scaroni, non si può prescindere da miglioramenti drastici in termini di efficienza energetica e reengineering dei processi industriali e dall’uso del nucleare come fonte di produzione energetica.
Ha anche più volte sottolineato come un certo “ambientalismo populista” che “dice no a tutto”, sia in realtà il peggior nemico della transizione energetica e un ostacolo alla riduzione delle emissioni.

## Vicende giudiziarie
Nella sua carriera pluridecennale, Paolo Scaroni è stato coinvolto in 4 filoni di inchieste giudiziarie:

### Mani pulite
Nel 1992 viene coinvolto in un filone dell’inchiesta Mani pulite che coinvolge i maggiori gruppi pubblici e privati italiani. A Paolo Scaroni viene contestato il pagamento di tangenti al Partito Socialista Italiano. Viene sottoposto ad arresto per un giorno. Per questa vicenda, nel 1996, chiede di accedere all’istituto del patteggiamento, richiesta che viene accordata dal tribunale di Milano risultando in una condanna a 1 anno e 4 mesi (sotto le soglie di esecuzione della pena). Nel 2001 il reato viene dichiarato definitivamente estinto dal tribunale di Milano. Per questo filone, Scaroni nel febbraio 2022 dirà alla stampa italiana che aveva portato soldi ai politici.
Nel 2006 viene inquisito in quanto CEO di ENEL (insieme al suo predecessore Franco Tatò e al suo successore Fulvio Conti) per presunti reati ambientali legati a inquinamento della centrale Enel di Porto Tolle. Nel 2014, in primo grado Conti viene assolto mentre Scaroni e Tatò vengono condannati a 3 anni. Nel 2017 in appello Conti, Scaroni e Tatò vengono tutti assolti, sentenza di assoluzione che viene definitivamente confermata dalla Corte di Cassazione nel 2018.

### ENI/Saipem Algeria
Nel 2015 Scaroni, numerosi manager di Saipem ed ENI, Saipem ed ENI stessa, vengono tutti inquisiti per presunte tangenti pagate ad ufficiali governativi algerini. Nel 2018, in primo grado, Scaroni ed ENI vengono assolti, mentre vengono condannati Saipem e alcuni manager della stessa Saipem. Nel 2020, tutti gli imputati (incluso quelli condannati in primo grado), vengono assolti in appello, sentenza di assoluzione che viene definitivamente confermata dalla Corte di Cassazione nel 2020.

### ENI/Shell Nigeria
Nel 2017 Paolo Scaroni in quanto ex CEO di ENI, il suo successore Claudio Descalzi, diversi manager di Shell, il ministro del Petrolio della Nigeria ed altri ufficiali governativi vengono inquisiti dalla Procura di Milano per presunte tangenti alla Nigeria. Nel 2021 Scaroni, Descalzi, ENI e Shell vengono assolti in primo grado. Nel 2022, la procura generale rinuncia ai motivi di appello della sentenza, rendendo definitiva l’assoluzione di Scaroni e di tutti gli imputati.